# 偰哲篤
偰哲笃（？—1358年），畏兀儿人，元朝政治人物，合剌普华的孙子，吉安路达鲁花赤偰文质的儿子。
泰定元年（1321年）中进士，担任广东廉访佥事。元顺帝至正年间，担任吏部尚书，建议改钞法，被丞相脱脱所采纳。脱脱修史时，他作为辽史提调官之一。后来出任江浙行省参知政事、江西行省右丞。以文学政事著称于当时，有诗附录在其兄长偰玉立的诗集《世玉集》中。

## 子孙
- 子：偰逊
  - 孙：偰长寿
  - 孙：偰延寿
  - 孙：偰福寿
  - 孙：偰庆寿
    - 曾孙：偰循

  - 孙：偰眉寿